# Проституция в Мадагаскар
Проституцията в Мадагаскар е законна. Хората, които заплащат за секс с непълнолетни момичета, получават наказателни санкции.
Проституцията в страната се увеличава, в резултат на все по-големия брой туристи и ръста на бедността, която засяга голяма част от населението в страната.